# Șipotu (okręg Gorj)
Șipotu – wieś w Rumunii, w okręgu Gorj, w gminie Turburea. W 2011 roku liczyła 617 mieszkańców.